# Биджапур
Биджапур (известен още като Виджапура) е град, намиращ се в щата Карнатака, Индия.

## История
Около мястото на съвременния град, са открити следи от човешко селище, датирано 535 г. пр. Хр. Основите на този град са положени по време на управлението на династията Чалукян. Нарекли го „Виджаяпура“ или „Градът на победата“, откъдето идва днешното му име Виджайпура (Биджапур). Биджапур за първи път попада под влиянието на Алаудин Халджи, султана на Делхи, към края на 13-и век, а след това при бахманските крале на Бидар през 1347 г.

## Култура
Биджапур е племенна територия и има най-голям брой племена, свързани в страната. Културата в града и региона около него, е пряко повлияна от културното наследство на местните племена: Гонди, Халбаас и Дорла.
- Шива Биджапур
- Бара Каман
- Джамия Ибрахим Роца
- Кладенец 1900